# Faller du så faller jag
Faller du så faller jag, text och musik av Patrik Isaksson, är en kärleksballad som var den svenska popsångaren Patrik Isakssons bidrag till den svenska Melodifestivalen 2006. Bidraget slogs ut i andra chansen.
På den svenska singellistan placerade sig singeln som högst på 12:e plats. Den 23 april 2006 gick Faller du så faller jag in på Svensktoppen, där den första gången kom på sjätte plats . Kommande tre veckor gick det utför med Faller du så faller jag på Svensktoppen , som därefter var utslagen därifrån .
Under Melodifestivalen 2012 var låten med i "Tredje chansen".

## Listplaceringar
| Lista (2006) | Topplacering |
| ------------ | ------------ |
| Sverige      | 12           |